# Raphaële Bidault-Waddington
Pour les articles homonymes, voir Bidault et Waddington.
Raphaële Bidault-Waddington (née à Rouen en 1971) est une artiste plasticienne, auteure et prospectiviste française.

## Biographie
Elle naît en 1971. Elle suit des études de finance et de théorie de l'art. Après cinq années en poste sur les marchés financiers, elle bifurque et commence une carrière d'artiste, exposant régulièrement dans de jeunes galeries parisiennes. Elle intervient également auprès des entreprises en tant qu'artiste-conseil.
Elle est fondatrice en 2000 du LIID (Laboratoire d’Ingénierie d’IDées), renommé LIID Future Lab en 2016.

## Expositions personnelles
- 2000. "Zone d'Intelligence Esthétique", accrochage privé, Paris.
- 2001. "Volatil-volatile-Volatilité", Galerie Paris Project Room et Boutique Colette, Paris.
- 2005. "Red-Blue-White", Galerie France Fiction, Paris.
- 2007. "Exposition Universelle", Galerie France Fiction, Paris.
- 2011. "Matière Mentale", Espace d'En Bas[4], Paris.Curator : Jean-Louis Chapuis.
- 2012. "Paris Galaxies, une vision pour le Grand Paris" (exposition-recherche, conférence, workshops), Paris College of Art (ex.Parsons School[5]), Paris.
- 2013. "Mesopolis", Atelier Martel Architecture, Paris.
- 2014. "Sémiospace", exposition-recherche / conférence performative (avec Sylvain Menétrey), Corner College,  Zurich. Curator : Stefan Wagner. Suivi d’une publication en 2016 aux éditions Clinamen.
- 2016. "Grand Paris Futur Lab[6]", installation performative de recherche collaborative avec l’École d’Architecture Paris La Villette, le CNAM et le Centre Michel Serre, Atelier International du Grand Paris, Palais de Tokyo, Paris.
- 2016. "Sémiospace, a spaced out artistic experiment", exposition-recherche et lancement du livre, Galerie Forde, Genève.

## Expositions collectives
- 2001. "Home Sweet Home", Institut français d'architecture, Paris. Curator : Fiona Meadows

- 2003. "Ma Petite Entreprise", CAC de Meymac, France avec Mattieu Mercier, Atelier Van Lieshout, NE Thing, Yann Toma/Ouest Lumière, Andrea Crews, Les Readymade appartiennent à tout le monde, Gille Mahé, Soussan Ltd (Sylvain Soussan[7]), etc. Curator : Caroline Bissière et Jean-Paul Blanchet.

- 2004. "Christiania", Centre d'art Overgaden, Copenhague, Danemark.

- 2004. "L'atelier de Peirécie", Maison Folie Wazemmes, Lille Capitale Culturelle 2004. Curator : Cécile Paris et Jean-Louis Chapuis.

- 2006. "La Force de l'Art" / la Triennale dans "Le Laboratoire Incertain" de Hou Hanru, Grand Palais, Paris. Curator : Antonio Gallego et Jean-Louis Chapuis

- 2006-07. "Talking Cures",  MOCA MAAS/Hedah Art Center, Maastricht, Hollande. Curator : Antony Hudek. (avec Gianni Motti, Falke Pisano, Olivier Foulon, Inga Zimprich, L. Pozzi).

- 2007. "Buliding and Breaking", Lyndhurst Way, Londres. Curator : Hannah Barry

- 2008. "International Times", Lyndhurst Way, Londres. Curator : Hannah Barry

- 2010. "The Incidental Person (after John Latham)", Apexart, New York. Curator : Antony Hudek. Autres artistes : Barbara Steveni, Gianni Motti, Luca Frei, Will Holder, Harrell Fletcher, Eric Steen, Jason Zimmerman, etc.).

- 2013. "Cities Methodologies", exposition-recherche et conférence, UCL Urban Lab, Slade Research Center, Londres.

- 2015. "Artes Mechanicaes, spooky action at a distance", Corner College, Zurich. Curator : Dimitrina Sevova.

- 2016. Manifesta, parallel event « Donate To Curate »,  Zurich.  Curator : Stefan Wagner

## Publications

### Publications académiques
- 2005. "Spéculation sur Valeur-Image utopie d'un algorithme : Hypothèse de travail" (Série diagrammes méthodologiques), revue Marges (pôle Art des Images et Contemporain - Université Paris 8), Paris.
- 2006. "An experimental aesthetic audit of a city within a city: the case of Christiania", in Javier Carrillo (edt), Knowledge Cities, approaches, experiences and perspectives, Butterworth-Heinemann / Elsevier publishing, New York.
- 2012. "Témoignage d'une self-made-artist", dans Artistes & Entreprises, acte du colloque international Sorbonne-ESBA Besançon, 2010, co-édition CERAP et Jannink, Paris.
- 2011. "Innovation : le Rôle de l'Art dans les Territoires", metropolitiques.eu. Innovation : le rôle de l’art dans les territoires.
- 2012. "Paris Galaxy Inc.: a Conceptual Model and Holistic Strategy toward Envisioning Urban Development", Parsons Journal for Information Mapping, Volume IV, Issue #1, New School, NY.
- 2014. "Paris Galaxies, Aesthetic Audit critical report", in Annick Schramme, René Kooyman, Giep Hagoort (eds.), Beyond Frames, dynamics between the creative industries, knowledge Institutions and the urban context, Antwerp University, Eburon Publishing. Schramme, Kooyman, Hagoort (eds.) - Beyond Frames.
- 2017. «Aesthetic Intelligence experiment and new frontier, an art-based research laboratory translated into a critical design strategy», in Actes du colloque Design For Next 2017, EAD, Université Sapienza, Rome, Design Journal Open Access, Taylor and Francis publishing.

### Autres publications critiques
- 2000. "L'intelligence esthétique au service de l'entreprise", Les Échos.
- 2007. "Se ré-inventer et se projeter dans l'avenir grâce à l'art", in Pierre Musso, Laurent Ponthou, Éric Seulliet, Fabriquer le futur II, Éd. Village Mondial.
- 2007. "Petite Histoire de Christiania en 3 Utopies", revue France Fiction.
- 2008. "Paris Galaxie Inc., scénario alternatif et non conventionnel pour le Grand Paris".
- 2008. "Crise sanitaire dans l’écosystème financier", lemonde.fr.
- 2009. "Une stratégie pour le pavillon français (Expo Shanghai 2010)", lemonde.fr.
- 2010. "Citymix ou l'art de la stratégie urbaine" (analyse critique de l'Exposition Universelle de Shanghai), La Tribune.
- 2011. "Le sens et le rythme de l’innovation", plateforme.fr; 2009-11. "La Société des Nations Arts", "Art-Based Research" (discussion avec Jean-Marc Avrilla), "Backstage Dubai", "Forêt Urbaine", série d'articles, tales-magazine.com.
- 2012. "Des quartiers en pleine mutation" (avec Emma Fric), Revue Centralités n°1, Paris.
- 2013. "Playground", vision prospective pour le village de Garikula résultant d’un voyage de recherche en Géorgie, Revue Dorade n°5, Paris-Genève.
- 2017. Paris Ars Universalis[8], scénario fiction d’un Futur Grand Paris, Collection Avant-Garde, L’Harmattan, Paris. 190p[9],[10],[11].

### Autres publications artistiques
- 2001. "Histoire de Volatilité", série photographique, revue Magazine, Paris.
- 2002. "Aesthetic Intelligence Yield", diagramme, revue C Magazine, Toronto.
- 2010. "La République des Images", "Narcisse", "Figure Contest", "Clinique de la Forêt Noire", compositions textes-images, tales-magazine.com.
- 2012. "-de la fin du mon-", conte sémantique, plate-forme d-fiction.fr, Paris.
- 2013. "Constellations", série de diagrammes, Revue Dorade, Paris-Genève; 2013. "Les Mots du Ciel", conte sémantique, Revue Espace n°9, Paris.
- 2016. Sémiospace, a spaced out artistic experiment, co-écrit avec Sylvain Menétrey, version bilingue (Fr-En), éditions Clinamen, Genève. 2014. "L’Ombre du Doute", fiction texte-image, Cahiers Européens de l’Imaginaire no 6, Paris.
- 2016-18. "Machination", fiction texte-image en 8 épisodes, d-fiction.fr, Paris.